# Mona Wilson
Mona Wilson (Hillmorton Road, Rugby, 29 de mayo de 1872 - 26 de octubre de 1954) fue una escritora británica. Es conocida por su trabajo académico La vida de William Blake (1927) y otras biografías de personajes literarios e históricos. Como funcionaria pública, fue una de las primeras mujeres en el Reino Unido en conseguir una igualdad salarial equiparable a la de los hombres. 

## Biografía
Wilson nació en Hillmorton Road, Rugby. Era hija de James Wilson (director de Clifton College) y Annie Elizabeth Moore. Estudió en la Clifton High School de Bristol; la St Leonard's School, St Andrews, y el Newnham College, de Cambridge. Tras graduarse, se interesó por los problemas sociales e industriales y se unió a la Women's Trade Union League, convirtiéndose en su secretaria en 1899. : 71 
Después de ser nombrada miembro de la Comisión Nacional de Seguros en 1911, recibió un salario anual de mil libras, lo que la convirtió en la funcionaria pública mejor pagada de la época y en una de las primeras mujeres en el Reino Unido en recibir un salario igual al de un hombre por un trabajo del mismo valor.  En 1917, participó en la creación de un proyecto de ley de pensiones para madres. En 1919, se retiró del servicio público y se dedicó a escribir.
En 1932, fue reconocida como Socia de la Universidad de Cambridge.

## Obra escrita
Después de su retiro, Wilson publicó varios trabajos académicos.
Centró gran parte de sus obras en escritoras, elegidas por curiosidad o por haber suscitado su interés a lo largo del tiempo. These Were Muses (1824) era, según su prefacio, un libro "no destinado al estudiante, sino al lector general curioso que se habrá encontrado con los nombres de los temas de estos artículos en la historia o en la literatura". Como señala Wilson, "todas estas señoras" ya habían perdido su fama. La mayoría de las autoras que seleccionó eran figuras de los siglos XVIII y XIX que habían sido muy conocidas en su época. Entre las mujeres incluidas en el libro están Susannah Centlivre, Charlotte Lennox, Frances Sherdan, Hester Chapone, Sydney Morgan, Jane Porter, Frances Trollope, Mary Ann Kelty y Sara Coleridge.
Otro de los libros de Wilson es The Life of William Blake (1927), : 73 el cual tras varias reimpresiones siguió siendo popular durante varias décadas. Su biografía de William Blake fue considerada como muy accesible por Angus Whitehead. The Guardian señaló que Wilson "contó la historia de la forma más completa y sensata que se había hecho hasta entonces". The Observer afirmó que su biografía era "la más satisfactoria desde Gilchrist".
Wilson aparece en Grand Tour: A Journey in the Tracks of the Age of Aristocracy (1935), donde contribuye con un artículo sobre el cuento la Esposa de Bath.
En la obra Jane Austen y algunos contemporáneos (1938) describe las biografías de Jane Austen y varias mujeres que fueron sus contemporáneas. El libro fue descrito por The Guardian como muy completo en su comprensión de la gente de la época de Austen, aunque un poco difícil de seguir si el lector no está familiarizado con el período de tiempo en el que se desarrolla.
Wilson también publicó un cuento bajo el nombre de pluma "An Ordeal" en The Nation en 1909 y una novela "The Story of Rosalind Retold From Her Diary" como "Monica Moore" en 1910. : 73 

## Publicaciones
- Our Industrial Laws: Working Women in Factories, Workshops, Shops and Laundries and How to Help Them. London: Duckworth. 1899. OCLC 923922965.
- These Were Muses. London: Sidgwick and Jackson. 1924. OCLC 884049119.
- The Life of William Blake. London: The Nonsuch Press. 1927. OCLC 973439003.
- Sir Philip Sidney. London: Duckworth. 1931. OCLC 753238584.
- Elizabeth, Queen of England. Edinburgh: Peter Davies Ltd. 1932. OCLC 606433685.
- Victoria, Queen of Great Britain. London: P. Davies Ltd. 1933. OCLC 2194597.
- Jane Austen and Some Contemporaries. London: Cresset Press. 1938. OCLC 222021464.
- Johnson, prosa y poesía . Londres: Rupert Hart-Davis. 1950. OCLC 852820674.